# Jaroslav Nikodým
Jaroslav Nikodým (* 14. března 1950 – 3. března 2025 Hradec Králové) je bývalý československý a český zápasník – judista, účastník olympijských her v roce 1980.

## Sportovní kariéra
K judu se dostal v 15 letech v Rumburku, kde se učil mechanizátorem silničních strojů. Jeho prvním trenérem byl Jiří Hynais. Po vyučení se vrátil na Pelhřimovsko a před vojnou krátce trénoval v Jihlavě, aby dostal povolávací rozkaz do Dukly v Banské Bystrici. Tento záměr se nevydařil a na dva roky prakticky vypadl z judistického tréninku.
Po návratu z vojny se k judu vrátil ve Žďáru nad Sázavou, kde vedl ligový tým trenér Rudolf Kocman při strojírenském podniku ŽĎAS. Nikodým u podniku pracoval jako zámečník. V první lize hostoval do roku 1974 v klubu Rudá hvězda v Českých Budějovicích pod vedením Petra Pávka. Po přesunu judistického oddílu Rudé hvězdy do Bratislavy nejprve hostoval v prvoligovém klubu TJ Spartak v Hradci Králové a později se s trenérem René Srdinkem domluvil na přestupu.
V roce 1978 se v 28 letech dostal do československé reprezentace v polotěžké váze do 95 kg. V roce 1980 startoval na olympijských hrách v Moskvě, kde prohrál po 12 sekundách úvodního kola s Britem Markem Chittendenem na ippon. S reprezentací se rozloučil v roce 1981. Po skončení sportovní kariéry pracoval jako zámečník v ČO ČSTV Hradec Králové Vegasport.
Zemřel v březnu 2025 ve věku nedožitých 75 let.

### Výsledky
| Turnaj             | 1978 | 1979 | 1980 | 1981 |
| Turnaj             | 28   | 29   | 30   | 31   |
| Turnaj             | −95  | −95  | −95  | −95  |
| ------------------ | ---- | ---- | ---- | ---- |
| Olympijské hry     |      |      | úč.  |      |
| Mistrovství světa  |      | úč.  |      | —    |
| Mistrovství Evropy | úč.  | 5.   | 5.   | 7.   |

### Olympijské hry a mistrovství světa
| Olympijské hry a mistrovství světa     | Olympijské hry a mistrovství světa | Olympijské hry a mistrovství světa | Olympijské hry a mistrovství světa | Olympijské hry a mistrovství světa | Olympijské hry a mistrovství světa | Olympijské hry a mistrovství světa | Olympijské hry a mistrovství světa |
| Kolo                                   | Výsledek                           | Bilance                            | Soupeř                             | Výsledek                           | Datum                              | Turnaj                             | Místo                              |
| 1980 Olympijské hry do 95 kg           | 1980 Olympijské hry do 95 kg       | 1980 Olympijské hry do 95 kg       | 1980 Olympijské hry do 95 kg       | 1980 Olympijské hry do 95 kg       | 1980 Olympijské hry do 95 kg       | 1980 Olympijské hry do 95 kg       | 1980 Olympijské hry do 95 kg       |
| -------------------------------------- | ---------------------------------- | ---------------------------------- | ---------------------------------- | ---------------------------------- | ---------------------------------- | ---------------------------------- | ---------------------------------- |
| 1/32                                   | prohra                             | 1-3                                | Mark Chittenden (GBR)              | 0:12 / ?                           | 27. července 1980                  | Olympijské hry                     | Moskva, Sovětský svaz              |
| 1979 Mistrovství světa bez rozdílu vah |                                    |                                    |                                    |                                    |                                    |                                    |                                    |
| 1/16                                   | prohra                             | 1-2                                | Isaac Azcuy (CUB)                  | ippon                              | 9. prosince 1979                   | Mistrovství světa                  | Paříž, Francie                     |
| 1979 Mistrovství světa do 95 kg        |                                    |                                    |                                    |                                    |                                    |                                    |                                    |
| 1/16                                   | prohra                             | 1-1                                | Dietmar Lorenz (GDR)               | ippon                              | 6. prosince 1979                   | Mistrovství světa                  | Paříž, Francie                     |
| 1/32                                   | vítězství                          | 1-0                                | Dave Browne (NZL)                  | ippon                              | 6. prosince 1979                   | Mistrovství světa                  | Paříž, Francie                     |